# Церква Кирила і Мефодія (Розсвіт)
 Церква Кирила і Мефодія (рос. Церковь Кирилла и Мефодия) — православний храм у селищі Розсвіт Аксайського району Ростовської області.

## Історія
Кирило-Мефодіївська парафія в селищі Розсвіт була зареєстрована у липні 1997 року. Спочатку в наданому громадою в оренду приміщенні, що знаходиться в місцевому будинку культури, проводились тільки молебні. 24 травня 1998 року там була звершена перша Божественна літургія. А 24 травня 2000 року, у свято святих рівноапостольних Кирила і Мефодія, була здійснена закладка першого в селищі храму, здійснена благочинним парафієм Новочеркаського округу протоієреєм Олегом Добринським — із благословення архієпископа Ростовського і Новочеркаського Пантелеймона. При великому скупченні жителів на місці майбутнього храму був закладений камінь і встановлено хрест.
2 липня 2001 року почалися будівельні роботи. Був викопаний котлован і залито бетонну основу фундаменту храму. До січня 2003 року була виведена коробка будівлі і накрито дах; 21 травня 2003 року православна громада з будинку культури переїхала у ще недобудований храм, де 24 травня цього ж року була здійснена перша Божественна літургія. 25 вересня 2004 року храм був освячений архієпископом Ростовським і Новочеркаським Пантелеймоном, і в цей же день було встановлено головний купол храму. У квітні 2005 року почалося будівництво окремо стоячої дзвіниці.
2 листопада 2007 року будується Кирило-Мефодіївський храм, який знову відвідав архієпископ Ростовський і Новочеркаський Пантелеймон та взяв участь в освяченні семи дзвонів. 3 грудня 2008 року на дзвіниці, де були завершені основні роботи, було встановлено купол. 28 жовтня 2012 року голова Донської митрополії — митрополит Ростовський і Новочеркаський Меркурій звершив освячення храму святих рівноапостольних Кирила і Мефодія в селищі Розсвіт, який став першим храмом в Ростовській області, що носить ім'я Кирила і Мефодія.
Настоятель храму — протоієрей Михайло Анатолійович Касаркін.